# Lijst van fictieve spellen
De lijst van fictieve spellen bevat gezelschapsspellen en serieuzere spelen die in diverse media ter sprake komen maar in werkelijkheid niet bestaan.
- Zwerkbal - een spel uit de Harry Potterreeks waarin men op bezemstelen punten dient te scoren door een bal door een hoepel te gooien. Het spel eindigt wanneer de Gouden Snaai is gevangen, welke tijdens het spel als een dolle hond in een blikken ton over het veld vliegt.
- Bouncen - een spel waarin je zo snel mogelijk een heuvel af moet rollen in een olieton. Kwam voor in een sketch van Van Kooten en De Bie.
- Mevrouw-Jansen-gaat-naar-de-markt - een spel uit het boek Verborgen gebreken van Renate Dorrestein. Het is een spel dat de familie Stam al jaren speelt en waarbij de deelnemers zich verkleden en moeten proberen mevrouw Jansen te worden.[1]
- Robert Sheckleys roman The Prize of Peril uit 1958 gaat over een televisiespel waarin de deelnemers worden opgejaagd door echte huurmoordenaars. Een vergelijkbaar spel op leven en dood kwam in 1982 voor in Stephen Kings The Running Man.

## Nepspellen
Van sommige spellen weten alleen ingewijden wat de regels zijn (in het bijzonder: dat er helemaal geen regels zijn). Het doel van dergelijke spellen is vooral om de toeschouwers in verwarring te brengen.
- Mornington Crescent - een onbegrijpelijk spel uit het Britse radioprogramma I'm sorry I haven't a clue, dat gebaseerd lijkt op het netwerk van de Londense metro. Deelnemers noemen om beurten een halte van de metro op; ondertussen beraden ze zich over mogelijke strategieën en tactieken (die dus niet bestaan). De winnaar is degene die als eerste de halte Mornington Crescent vermeldt.
- Stiften - een kaartspel uit de Jiskefetserie Debiteuren Crediteuren. In dit onbegrijpelijke kaartspel waarin opeens een 2 een 3 wordt en de liquide inleg per beurt verdubbelt, moet Jos een meester zijn. Hij 'legt het spel uit' aan Edgar. Storm zegt er bedreven in te zijn geworden tijdens zijn jaren bij de commando's.